# Colgate-Uhr

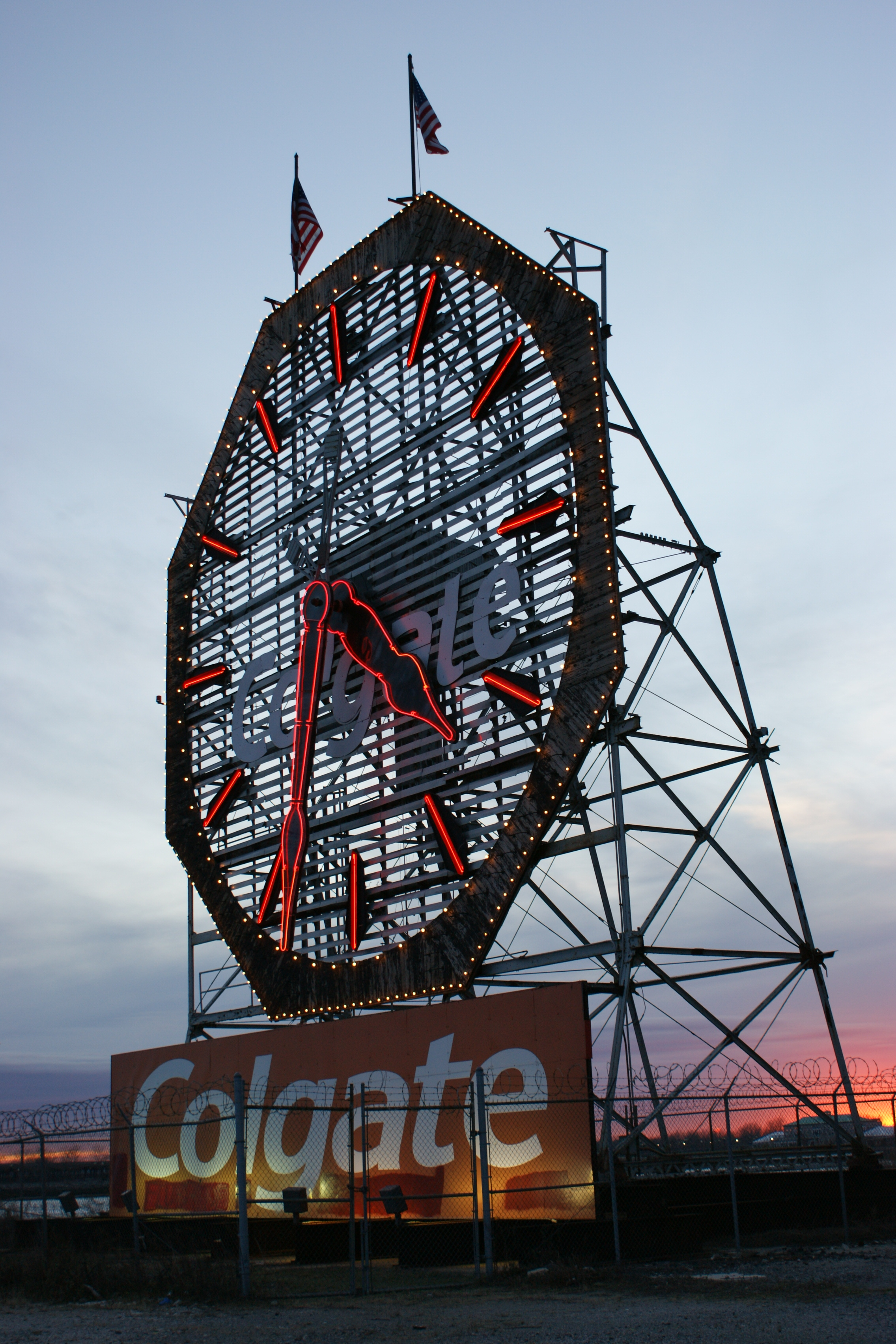
Vorderseite der Colgate-Uhr

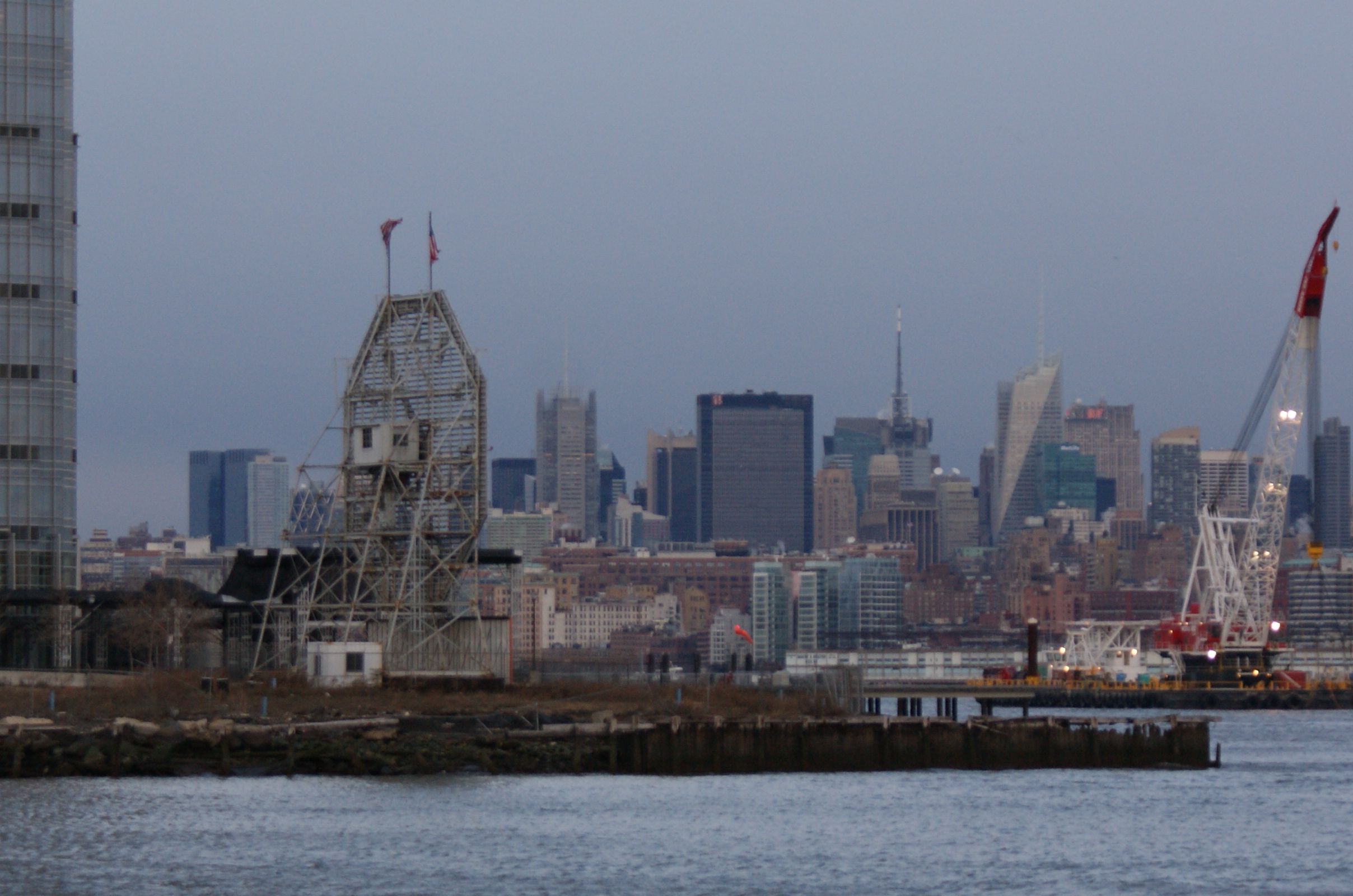
Colgate-Uhr von der Rückseite, im Hintergrund Manhattan

Die Colgate-Uhr (engl. Colgate Clock) ist eine freistehende, achteckige Uhr am Ufer des Hudson River in Jersey City, New Jersey (USA). 

## Beschreibung

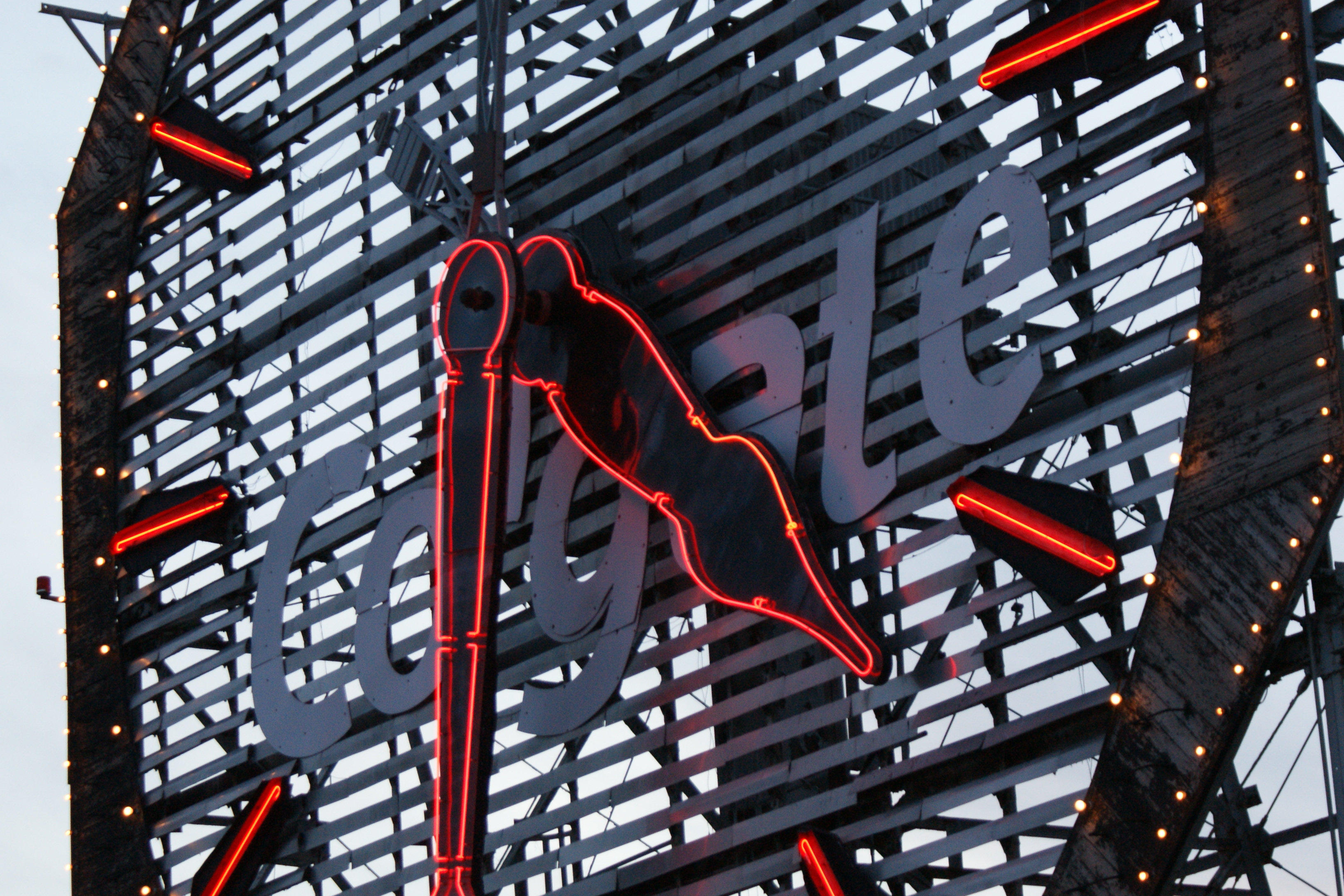
Detailaufnahme des Colgate-Schriftzugs

Die Colgate-Uhr steht gegenüber dem Liberty State Park unmittelbar unterhalb des Goldman Sachs Tower in etwa auf gleicher Höhe der Battery Park City in Manhattan. Die Uhr hat einen Durchmesser von 15 m, was sie zu einer der größten Uhren der Welt macht. Die Oberfläche der Colgate-Uhr beträgt 182,4 Quadratmeter. Der Minutenzeiger hat eine Länge von etwa 7,5 m, der Stundenzeiger misst 6 m.

## Entstehung
Die Colgate-Uhr, deren Vorderseite in Richtung Manhattan zeigt, wurde 1924 errichtet und ersetzte damals die mit 11,5 m Durchmesser etwas kleinere erste Colgate-Uhr an ungefähr gleicher Stelle. Diese ursprüngliche Uhr wurde 1906 von dem Colgate-Ingenieur Warren Day entwickelt und von der Seth Thomas Clock Company zum hundertjährigen Bestehen des Colgate-Unternehmens erbaut. Das achteckige Format der Uhr war dabei eine Anlehnung an die erfolgreiche achteckige Seife von Colgate. 
Das Gerüst der ersten Colgate-Uhr bestand aus Baustahl, die Vorderseite der Uhr aus Streifen und Leisten aus rostfreiem Stahl. Ursprünglich war die Uhr Bestandteil eines auf dem Dach eines achtstöckigen Lagerhauses an der Südwestecke von York und Hudson Street errichteten, 11,5 m hohen und knapp 60 m langen Schriftzuges, dessen 6 m hohe Buchstaben den Werbeslogan „COLGATE’S SOAPS AND PERFUMES“ bildeten. Der gesamte Schriftzug war mit 1.607 Glühlampen besetzt, deren Leistung von insgesamt 28.000 Watt es ermöglichte, die Zeichen über eine Entfernung von etwa 30 km noch von Staten Island und von der Bronx aus zu sehen. Seitdem stand der Schriftzug mehrere Jahrzehnte lang für den prosperierenden Erfolg des Unternehmens Colgate. Nach dem Austausch der ursprünglichen durch die heutige Uhr 1924 wurde das kleinere Original nach Clarksville, Indiana, transportiert und dort auf dem Dach einer hier ansässigen Zweigniederlassung des Colgate-Palmolive-Unternehmens installiert.
Im Jahre 1983 wurden die Buchstaben „COLGATE’S SOAPS AND PERFUMES“ entfernt und durch eine Zahnpasta-Tube, die das meistverkaufte Produkt des Unternehmens bewerben sollte, ersetzt. Zwei Jahre später wurde der Unternehmenssitz der Firma Colgate aus Platzmangel von Jersey City nach New York City, weite Teile auch nach Kansas und Indiana verlegt. Der gesamte, über sechs Blocks reichende Komplex wurde daraufhin abgerissen und die Uhr vom Dach des Lagergebäudes als freistehendes Bauwerk auf den Boden unweit des heutigen Goldman-Sachs-Gebäudes umgesetzt, jedoch ohne die Zahnpasta-Tube. Mit der Erbauung des Goldman Sachs Towers in den frühen 2000er-Jahren musste die Colgate-Uhr einige Meter weiter südlich zu ihrer heutigen Position verschoben werden. Als Denkmal der frühen Seifenindustrie steht sie heute auf einem ungenutzten und teilweise verwilderten Grundstück, das im Zuge der Konversion der Jersey City Waterfront auf eine Komplettsanierung und Umgestaltung wartet. Was dann mit der Uhr passieren wird, ist zum aktuellen Zeitpunkt noch nicht abzusehen.

## Die Uhr als Sehenswürdigkeit
Die Colgate-Uhr gehört heute zu den beliebtesten und bekanntesten Sehenswürdigkeiten von Jersey City. Da man sie auch sehr gut von der Südwestseite Manhattans sehen kann, zählen viele Manhattan-Besucher das Denkmal jedoch fälschlicherweise zu New York.
Nachts wird die komplette Uhr inklusive Zeiger illuminiert und kann daher auch im Dunkeln von der gegenüberliegenden Hudson-Seite aus gesehen und gelesen werden.
Die Uhr taucht mehrere Minuten lang im Kinofilm Inside Man aus dem Jahre 2006 auf, in der Szene, wo zwei der Hauptcharaktere an der Westseite Manhattans eine längere Konversation führen.